# Hesperosuchus
Hesperosuchus (лат., возможное русское название — гесперозух) — род вымерших крокодиломорф, включающий единственный вид — Hesperosuchus agilis. Ископаемые остатки происходят из верхнетриасовых  (карнийских) отложений Аризоны и Нью-Мексико. Из-за характерной анатомии черепа и шеи, а также наличия полых костей, в прошлом Hesperosuchus считался предком поздних карнозавровых динозавров, однако дальнейшие исследования обосновали его принадлежность к «крокодильей» ветви архозавров.

## Описание

### Стойка и конечности

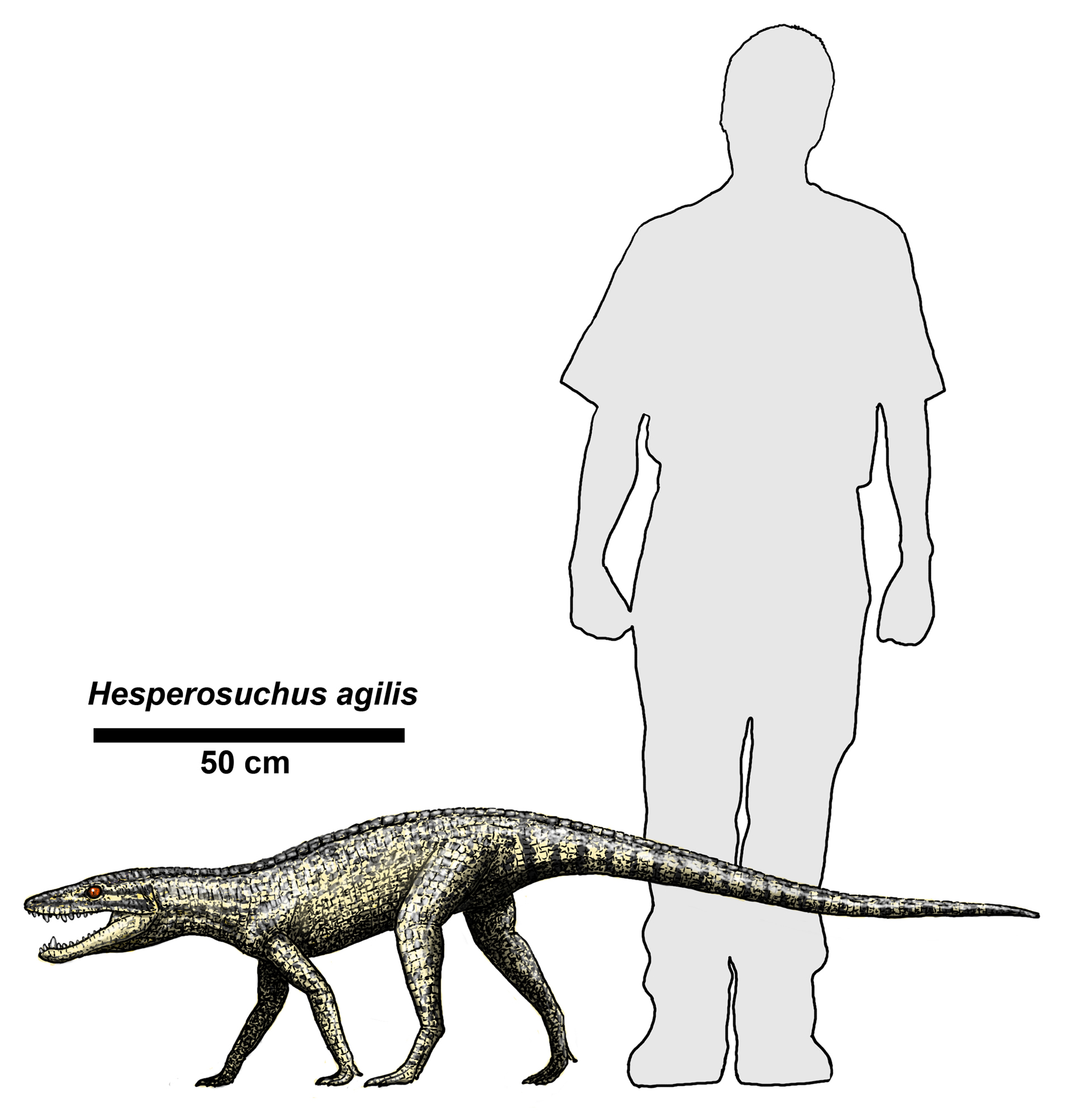
Размер по сравнению с человеком

Достигая всего 1,2—1,5 м в длину, Hesperosuchus являлся относительно небольшим и легко сложенным животным. Этим он схож с примитивными псевдозухиями, такими как орнитозух и Saltoposuchus. Задние конечности Hesperosuchus были большими и сильными, чем отличались от меньших и гораздо более тонких передних. Эта особенность привела к появлению гипотезы о том, что Hesperosuchus мог иметь бипедальную («двуногую») локомоцию. Путём сравнения задних конечностей Hesperosuchus и Saltoposuchus удалось выяснить, что у первого они были ещё больше и сильнее. Длина вытянутой задней конечности представителей обоих родов приблизительно равна длине предкрестцовых позвонков. Описанный Ван Хуэном Saltoposuchus ошибочно изображался им как факультативно квадропедальный («четвероногий»). Считается, что Hesperosuchus передвигался как на двух конечностях, так и на четырёх. Тем не менее, по всей видимости, чаще всего он находился на двух конечностях, поскольку длинные тонкие передние конечности выглядят так, как будто они приспособлены для захвата предметов, что может быть полезно при сборе пищи, рытье и защите. И на задних, и на передних конечностях имелось по пять пальцев. Предполагается, что у Hesperosuchus был относительно длинный хвост, который позволял ему уравновешивать вес своего тела. Так как известны не все хвостовые позвонки, на основании данных о сходных архозаврах можно сделать вывод, что хвост содержал где-то около 45 хвостовых позвонков. Сильные задние конечности и общий лёгкий вес делали Hesperosuchus очень проворным и способным быстро передвигаться. Это преимущество в скорости позволяло ему ловить мелкую добычу и убегать от более крупных хищников.

### Череп
Череп Hesperosuchus сохранился лишь частично, и в нём отсутствуют многие элементы. Нижняя челюсть и череп найденного экземпляра очень плохо сохранились, но их кости сохранились достаточно хорошо, чтобы обеспечить представление о том, как могла выглядеть базовая структура челюсти и черепа. Удалось установить, что череп Hesperosuchus очень похож на череп орнитозуха. В лобно-теменной области черепа, наряду с плоской черепной крышей, обнаружены выраженные углубления в лобных и послеорбитальных костях, впереди и латеральнее надвременных окон. Фрагменты левой предчелюстной кости и верхней челюсти имеют гнёзда для девяти зубов, причем четыре находятся в предчелюстной кости. Первые предчелюстные зубы начинаются с малого размера и постепенно увеличиваются, а четвертый зуб явно увеличивается. Это сравнивалось с черепом орнитозуха, который определяется характеристиками двух увеличенных зубов в этой сходной области; первые два верхнечелюстных зуба. Зубы Hesperosuchus имеют зубцы на заднем и переднем краях, что подтверждает плотоядность Hesperosuchus. При обнаружении двух фрагментов челюстей было зарегистрировано всего 14 зубов: пять в заднем фрагменте и девять в переднем. Базилярная область определяется как типично архозавровая, с округлым мыщелком, весьма удлинённой поверхностью для продолговатого мозга над ним и расширенной вентральной пластинкой. Эти базилярные характеристики наблюдаются у вымерших архозавров, таких как примитивные тероподовые динозавры, а также у крокодилов. Как и у карнозавров, череп Hesperosuchus был относительно большим по сравнению с телом. По всей видимости, и карнозавры, и Hesperosuchus являлись активными плотоядными животными, так как большие черепа позволяют широко раскрытым челюстям ловить и атаковать добычу. Такого размера черепа должны быть легкими. Действительно, Hesperosuchus обладал отчётливо выраженным предглазничным окном, облегчавшим череп.

## Открытие
Ископаемые остатки Hesperosuchus были обнаружены в верхнетриасовых породах северной Аризоны Ллевелином И. Прайсом, Уильямом Б. Хейденом и Барнум Брауном осенью 1929 года и летом 1930. Затем образец доставили в музей Отто Фалькенбаха, где его тщательно и точно собрали. Сидни Прентис из Музея Карнеги в Питтсбурге сделал различные иллюстрации костей. Кроме того, Джон Легранд Лоис Дарлинг из Корпуса иллюстраторов музея также создал модели и фигуры.
Первая часть родового названия, Hespero-, переводится с древнегреческого как «вечерняя звезда». Причина данного имени неизвестна. Вторая часть родового названия, -suchus (σοῦχος), является традиционным окончанием для латинских названий крокодилов и их родственников. Видовое название agilis означает «проворный» или «ловкий» и выбрано из-за гипотезы о том, что Hesperosuchus был очень проворным животным, основанной на структуре его задних конечностей. Точное место обнаружения образца находится в 6 милях к юго-востоку от Камерона, штат Аризона, недалеко от старого перехода Таннер на реке Литл-Колорадо. Эта область, в частности, очень распространена для нахождения многих триасовых позвоночных. Эта область составляет около 257,5 км на вершине формации Моэн-Копи, части формации Чинли, где река Литл-Колорадо протекает через каньон.
Наряду с окаменелостями Hesperosuchus, множество других образцов известно из же общей области. Среди них много ганоидных чешуй, которые, как полагают, принадлежат триасовым пресноводным лучепёрым рыбам костным ганоидам, а также несколько зубов фитозавра и множеству маленьких позвонков представителей клады Stereospondyli. Кроме того, было найдено большое количество мелких зубов, некоторые из которых, безусловно, принадлежали к Hesperosuchus, а некоторые принадлежали к животным, связанным с земноводными. Предполагается, что эти другие зубы могли принадлежать животным, на которых охотились Hesperosuchus.
Hesperosuchus являлся современником целофиза, примитивного хищного динозавра-теропода. Долгое время считалось, что целофиз — каннибал, так как в кишечнике у нескольких взрослых присутствовали кости предполагаемых молодых особей. Однако в некоторых из этих случаев позднее было обнаружено, что кости «молодых целофизов» на самом деле принадлежали Hesperosuchus (или кому-то очень похожему на него).

## Палеоэкология
Hesperosuchus был наземным животным, где его скорость и способность быстро бегать являются наиболее полезными для его приспособления. Значительную роль в ландшафте нынешней Северной Аризоны во время триасового периода играли многочисленные водоёмы, такие как озёра и ручьи. Это говорит о том, что Hesperosuchus, вероятно, жил близко к воде, хотя и был полностью наземным животным. Ганоидные чешуи, найденные в общей области, откуда описан Hesperosuchus, относятся к пресноводным рыбам триасового периода, принадлежащим к роду Semionolus или Lepidolus, которые обитали в мелких озерах и ручьях. Зубы фитозавра и маленькие позвонки представителей Stereospondyli, найденные возле Hesperosuchus, поддерживают версию о присутствии озёр или ручьев, пересекающих пойму. Кроме того, найдены многочисленные мелкие зубы, некоторые из которых принадлежали земноводным триасового периода, ещё раз подтвердив околоводность местной экосистемы.